# Armia Dunaju
Armia Dunaju  (niem. Donau-Armee)  – wyższy związek taktyczny Armii Cesarstwa Niemieckiego.

## Charakterystyka
Formowanie
W listopadzie 1916 w ramach Grupy Armii Mackensena został sformowany LII Korpus nazywany także Armią „Dunajską” (Dunaju). Jego dowódcą został niemiecki generał piechoty Robert Kosch. W skład  korpusu weszły jednostki niemieckie, tureckie i bułgarskie oraz okręty austro-węgierskiej Flotylli Dunajskiej. W sumie siły te liczyły: 54 bataliony piechoty, 56 baterii artylerii i 23 szwadrony kawalerii. Większość z nich stanowiły oddziały bułgarskie  (1 Sofijska i 12 DP). Bułgarzy wystawili 33 bataliony piechoty, 32 baterie artylerii i sześć szwadronów kawalerii
Walki
23 listopada LII Korpus sforsował Dunaj pod Swisztowem i zmusił wojska rosyjsko-rumuńskie do wycofania się na linię rzeki Ardżesz. 1 grudnia Rumuni rozpoczęli kontruderzenie siłami nowo utworzonej GA „Prezan”. Mimo początkowego powodzenia i odrzucenia walczącej na lewym skrzydle bułgarskiej 12 Dywizji Piechoty, ich natarcie wkrótce zostało zatrzymane. Dzięki przeprowadzonemu pozostałymi siłami Armii „Dunajskiej” kontratakowi, oddziały rumuńskie zostały ostatecznie pobite i zmuszone do odwrotu. Wobec ogólnego położenia na froncie, 6 grudnia Rumuni oddali stolicę bez walki. W następnych dniach oddziały Armii „Dunajskiej”, mimo trudnych warunków pogodowych i ciągłych opadów deszczu, kontynuowały marsz w kierunku Braiła–Fokszany–Panciu.

Postępy wojsk Państw Centralnych na Wołoszczyźnie zmusiły oddziały rosyjskie i rumuńskie do wycofania się na północ. 5 stycznia 1917 jednostki LII Korpusu zajęły Braiłę i osiągnęły dolny Seret.